# Nit eterna
Nit eterna (títol original en anglès: The Long Night) és una pel·lícula negra estatunidenca dirigida per Anatole Litvak, estrenada el 28 de maig de 1947. Aquesta obra cinematogràfica és un remake de Le jour se lève, una pel·lícula francesa dirigida per Marcel Carné, estrenada el 1939. Aquesta pel·lícula marca el començament de la carrera de Barbara Bel Geddes en el cinema. Ha estat doblada al català.

## Argument
La policia envolta l'apartament del presumpte assassí Joe Adams, que es nega a rendir-se encara que l'escapada sembla impossible. Durant el setge, Joe reflexiona sobre les circumstàncies que l'han dut a aquesta situació: Un cop va tornar del front a un poble de Pennsilvània, va conèixer una noia, Jo Ann, i sorgeix l'amor entre ells. Però Joe s'assabenta que Jo Ann està visitant un vident, Maximilian, que resulta ser un seductor ben plantat que prova d'interposar-se entre els amants per mitjà d'intrigues. Així les coses, visita a Joe per advertir-lo que l'esperit del pare de la seva promesa no aprova la seva relació.

## Repartiment
- Henry Fonda: Joe Adams
- Barbara Bel Geddes: Jo Ann
- Vincent Price: Maximilian
- Ann Dvorak: Charlene
- Howard Freeman: El xèrif Ned Meade
- Moroni Olsen: el cap de la polícia Bob McManus
- Elisha Cook Jr.: Frank Dunlap
- Queenie Smith: Mrs. Tully
- David Clarke: Bill Pulanski
- Charles McGraw: El policia Stevens